# لاورا دالمایر
لاورا دالمایر (آلمانی: Laura Dahlmeier؛ زادهٔ ۲۲ اوت ۱۹۹۳ – درگذشتهٔ ۲۸ ژوئیهٔ ۲۰۲۵) ورزشکار دوگانه و دارنده دو مدال طلای المپیک در رشته بیاتلون اهل آلمان بود.

## حرفه
دال‌مایر در بازی‌های المپیک زمستانی ۲۰۱۸ پیونگ‌چانگ کره جنوبی، موفق به کسب دو مدال طلا در رشته‌های اسپرینت و تعقیبی و همچنین یک مدال برنز در رشته انفرادی شد. او در سال ۲۰۱۹ از ورزش حرفه‌ای خداحافظی کرد و در آن زمان اعلام کرد که دیگر اشتیاق لازم برای رقابت در سطح بالا را در خود نمی‌بیند. دال‌مایر پس از بازنشستگی، وارد عرصه رسانه شد و به عنوان مفسر مسابقات بیاتلون با شبکه زددی‌اف آلمان همکاری می‌کرد. دال‌مایر که کوهنوردی را به‌طور حرفه‌ای دنبال می‌کرد، پیش از حادثه منجر به مرگش نیز موفق به صعود به قله مشهور برج ترانگو در پاکستان شده بود.

## درگذشت
دال‌مایر روز دوشنبه ۲۸ ژوئیهٔ ۲۰۲۵ بر اثر سانحه‌ای که در جریان یک صعود فنی به قله لایلا پیک در کوه‌های قره‌قروم پاکستان و در ارتفاع حدود ۵۷۰۰ متری رخ داد. در سن ۳۱ سالگی درگذشت.
به گفته منابع محلی، هنگام صعود با یکی از شرکای کوهنوردی‌اش، بر اثر ریزش سنگ از ارتفاع، به شدت آسیب دید. تیم‌های امداد و نجات نظامی پاکستان بلافاصله به محل اعزام شدند اما به دلیل شرایط بسیار دشوار جوی، از جمله سقوط مداوم سنگ، مه و بارندگی سنگین، موفق به دسترسی به محل سقوط نشدند. بیانیه رسمی تیم دال‌مایر اعلام کرده است که جسد وی به دلیل «شرایط ناپایدار، ریزش مداوم سنگ و تغییرات ناگهانی آب و هوا» همچنان در ارتفاعات باقی مانده و عملیات بازیابی امکان‌پذیر نیست.

### واکنش‌ها
- کمیته ملی المپیک آلمان نیز اعلام کرد: «با قلبی سنگین با لورا دال‌مایر خداحافظی می‌کنیم. مرگ ناگهانی او ما را در بهت فرو برده است. او فقط یک قهرمان المپیکی نبود، بلکه انسانی با بینش، باور و عشق به طبیعت بود.»
- باشگاه فوتبال شالکه ۰۴ در پیامی در شبکه اجتماعی ایکس نوشت: «با لورا دال‌مایر، نه تنها یک قهرمان ورزشی، بلکه انسانی با قلبی بزرگ را از دست دادیم. همدردی عمیق خود را با خانواده، دوستان و جامعه بیاتلون ابراز می‌کنیم. آرام بخواب، لورا.»